# Christian Lundeberg
Christian Lundeberg (ur. 14 lipca 1842 w Valbo, zm. 10 listopada 1911 w Sztokholmie) – szwedzki przemysłowiec i polityk, premier Szwecji (1905).

## Życiorys
Działał w organizacjach przemysłu żelaznego i samorządzie lokalnym, w 1885 wszedł do izby wyższej Riksdagu, 1899-1908 był zastępcą mówcy, a 1908-1911 mówcą tej izby. Po 1888 stał się bezdyskusyjnym liderem konserwatywnych grup w parlamencie. W latach 1896–1900 i 1902-1904 był szefem rady stanu żarliwie walczył o silną pozycję obrony i dla utrzymania unii szwedzko-norweskiej. Gdy oddzielenie się Norwegii od Szwecji w 1905 stało się nieuchronne, król Oskar II mianował Lundberga premierem rządu koalicyjnego, by wynegocjował korzystne dla Szwecji warunki secesji. Wśród atmosfery kryzysu w obu krajach, Lundeberg zdołał uzgodnić warunki zaakceptowane przez obie strony, a następnie w październiku 1905 podał się do dymisji.